# ペティーリア・ポリカストロ
ペティーリア・ポリカストロ（イタリア語: Petilia Policastro）は、イタリア共和国カラブリア州クロトーネ県にある、人口約9,100人の基礎自治体（コムーネ）。

## 地理

### 位置・広がり

#### 隣接コムーネ
隣接するコムーネは以下の通り。
- コトロネーイ
- メゾラーカ
- ロッカベルナルダ
- タヴェルナ (CZ)

## 行政

### 分離集落
ペティーリア・ポリカストロには、以下の分離集落（フラツィオーネ）がある。
- Camellino, Foresta, Pagliarelle